# Historias para no dormir
Historias para no dormir es una serie de televisión, emitida por Televisión Española, dirigida y realizada por Chicho Ibáñez Serrador. Se caracteriza por ser una serie de antología que adapta obras literarias de terror, misterio, ciencia ficción o suspense de autores como Ray Bradbury, Edgar Allan Poe, Robert Arthur o Carlos Buiza aunque también cuenta con guiones propios.
Originalmente la serie constaba de 29 episodios, de duración variable, que se estrenaron en tres temporadas (17 episodios en 1966, 8 episodios entre 1967-1968 y 4 episodios en 1982). Inspiradas por la original se realizó en 2005 una serie de 6 películas, tituladas globalmente Películas para no dormir, dirigidas por varios realizadores entre ellos Ibáñez Serrador producidas por Telecinco. En 2021 Televisión Española y Prime Video estrenaron una nueva entrega de 4 episodios a la que siguió una segunda entrega en 2022 de otros 4 episodios que se estrenaron en Prime Video.
Obtuvo varios galardones, entre ellos un Premio Ondas y la Ninfa de Oro al mejor guion, en el Festival de Televisión de Montecarlo de 1967 por El asfalto.

## Historia
La serie fue un proyecto de Narciso Ibáñez Serrador y supuso su consagración en televisión años antes de idear el popular concurso Un, dos, tres... responda otra vez.

"Hoy empieza un nuevo programa. Serán guiones de media o una hora con el denominador común de limpiar o intentar limpiar el género de suspense y terror de muchos de sus tópicos y sus lugares comunes"
Chicho Ibáñez Serrador 

En ella se abordaba el género del terror por entonces poco presente en el cine o la televisión del país. La narrativa de terror llevada a la pantalla, si bien contaba con una tradición muy asentada en los países anglosajones o en Europa Central, apenas había sido tratada en España. Ibáñez Serrador había hecho incursiones previas con series como Estudio 3 y Mañana puede ser verdad (1964) pero nunca con la profusión con la que se abordaba este nuevo proyecto.

"(algunos) han señalado que las cosas de terror no gustan al gran público y eso no es del todo cierto.(...) En algunos pueblos de la Península hay personas que copian taquigráficamente los guiones [...] que después se distribuyen entre los seguidores, que los encuadernan y coleccionan."
Chicho Ibáñez Serrador 

### Primera etapa (1966-1968)
La primera temporada comenzó el 4 de febrero de 1966 con la emisión del capítulo titulado El cumpleaños. Fue el único rodado con cámaras de cine en 16 mm, no con cámaras de televisión, por lo que fue pionero en usar esta técnica para una serie de Televisión Española. Adaptación de un relato de Fredric Brown tuvo una menor duración que los siguientes episodios.

"Ya había realizado para la televisión argentina la serie Obras maestras del terror, que había sido muy bien acogida y, al poco de llegar a España, me di cuenta de que en la televisión española no había nada semejante, así que me pareció buena idea poner en antena historias de miedo similares... No olvidemos que el terror, el miedo, es una de las emociones primarias del ser humano."
Chico Ibáñez Serrador 

Para el resto de la temporada de quince episodios, dos de ellos divididos en dos partes, se mezclaron guiones propios, como La alarma o La bodega, con adaptaciones de relatos de Ray Bradbury y Edgar Allan Poe como La espera, El cohete, El doble o El tonel. Un episodio destacable fue la adaptación de un relato de Carlos Buiza titulado El asfalto que ganó la Ninfa de Oro al mejor guion en el Festival de Televisión de Montecarlo.

"El reto económico era importante, porque las viejas Historias para no dormir se filmaban en 35 mm. Es decir, en cine puro y duro y para que las historias atrapasen a los telespectadores eran necesarios distintos decorados, entre otras cosas, y los medios de Televisión Española eran escasos"
Chicho Ibáñez Serrador 

La segunda temporada se emitió en la temporada 1967-1968 y constó de 8 episodios: La pesadilla, La zarpa, El vidente, El regreso, El cuervo, La promesa, La casa y El trasplante. A finales de los años 60, pese a contar con el respaldo y aceptación del público, el programa fue cancelado. La causa aducida por Ibáñez Serrador fueron razones presupuestarias y el encargo por parte de Televisión Española de otros formatos para lograr reconocimiento internacional como Historia de la frivolidad (1967).

"En una de las historias se tenía que ver una mano saliendo de una tumba, pero no había tiempo ni dinero para realizar el decorado, así que nos fuimos los cinco del equipo al cementerio de un pueblecito para rodar esa escena. Nos quedamos allí, disimulando, y cuando cerraron, envolvimos en plástico a uno del equipo, le pusimos un tubo en la boca para que pudiese respirar y le enterramos en una tumba que estaba vacía. Cuanto tuve claro que había quedado bien, salimos todos corriendo y nos fuimos a cenar... y, en medio de la cena, nos dimos cuenta de que habíamos dejado enterrado al compañero."
Chicho Ibáñez Serrador 

Como continuación en los años 70 Ibáñez Serrador ideó una nueva serie titulada Historias para pensar que se centraría en relatos más profundos e intelectuales. El título le pareció demasiado pedante y decidió llamarla Historias para la noche. Se grabó en 1970 un piloto, titulado El guion, que no llegó a emitirse basado en una historia de Dalmiro Sáenz e interpretado por Narciso Ibáñez Menta. Al no poder concretarse esta nueva serie Ibáñez Serrador decide rodar otro episodio, emitido en 1972, titulado El lobo.

"Televisión Española no tenía entonces tantos recursos como hubiesen sido necesarios, pero sobre todo necesitaba ganar premios internacionales para hacerse conocer, así que se pararon las Historias… con el fin de realizar Historia de la frivolidad, destinada al Festival Internacional de Montreux. Anteriormente había realizado El Asfalto que, aunque se emitió dentro de las Historias… en realidad estaba destinado a uno de esos festivales internacionales, como ya había sucedido con N.N.23."
Chico Ibáñez Serrador 

En 1974 vuelve con otro especial, con uno de los guiones previstos, titulado El televisor un telefilme en color que prosigue el estilo de dos reconocidos episodios de la serie como son El asfalto o El trasplante. Interpretado por Ibáñez Menta el realizador lo considera su programa favorito de todos cuantos ha hecho.

### Segunda etapa (1982)
En 1982, tras no conseguir el presupuesto necesario para rodar una serie policíaca titulada Cartas al director, Ibáñez Serrador decide recuperar de nuevo Historias para no dormir para una tercera temporada rodada en color. Compuesta por 4 capítulos, de los 13 inicialmente previstos, se emitió a través de La 2 el canal alternativo y minoritario de Televisión Española: Freddy, El caso del señor Valdemar, El fin empezó ayer y El trapero. Para abaratar costes se decidió grabar los 4 capítulos en video, con lo que se resintió la calidad técnica de los mismos, y hecho que motivó al director a indicar que esta segunda etapa ahondaría en el factor experimental a la hora de realizar los programas. La ausencia de censura también supuso un cambio de tono en la serie ya que lograron mostrarse escenas de mayor violencia e intensidad.

"Lo más peligroso para un programa de terror o suspense es lo cerca que estos temas están del ridículo"
Chicho Ibáñez Serrador 

En el año 2000 se anunció una nueva etapa de Historias para no dormir, y como adelanto se reemitió El televisor, con nueva introducción como siempre cómica de Chicho. Aquella emisión fue lo único que se supo de aquella entrega, ya que pasaron los meses y el proyecto no cristalizó en la pantalla. El 8 de junio de 2001 en una entrevista en el programa Versión española, con ocasión de la emisión de ¿Quién puede matar a un niño? (1976), Chicho comentó que aquello falló porque no pudo contar con directores que quisieran embarcarse en la producción para televisión de los nuevos episodios, ya que su idea no era volver a dirigir él todos los capítulos como en el pasado, y que por eso decidió cancelar el proyecto.
En 2003 se editó un pack en DVD con 6 discos de Historias para no dormir con la colaboración de Ibáñez Serrador. Posteriormente en 2008 se lanzó un nuevo paquete con 2 discos más aunque la serie siguió sin estar editada por completo en DVD. No sería hasta 2015 cuando la serie se editó en formato doméstico íntegramente.

### Tercera etapa (2021-presente)
A comienzos de 2021 comenzó la grabación de cuatro episodios que serían, al igual que en la segunda etapa de 1982, nuevas adaptaciones de episodios originales de anteriores etapas. Las historias seleccionadas fueron La broma, El doble, Freddy y El asfalto, dirigidas por Rodrigo Cortés, Paco Plaza, Paula Ortiz y Rodrigo Sorogoyen y fueron producidas por Amazon Prime y RTVE. Su estreno estaba previsto para el 5 de noviembre de 2021 en Prime Video pero, a última hora, Televisión Española decidió cambiar de estrategia y emitió la serie casi un año después en La 2 dentro del programa cinematográfico Versión Española. Originalmente, los capítulos El doble y La broma fueron estrenados como el 1x01 y el 1x04 respectivamente, pero en algún momento, en el catálogo de Prime fue invertido el orden.
En marzo de 2022 se anunció que la serie había renovado por una segunda temporada con Prime Video con cuatro nuevas versiones de los clásicos de Chicho Ibáñez Serrador. Se estrenó el 27 de octubre de 2022. Las historias seleccionadas fueron El transplante, El televisor, La pesadilla y La alarma dirigidas por Salvador Calvo, Jaume Balagueró, Alice Waddington y Nacho Vigalondo respectivamente.

#### Temporada 1 (2021)

##### 1x01La broma
- Repartoː Eduard Fernández (Alberto), Raúl Arévalo (Javier), Nathalie Poza (Elena), Toni Medina (Simón), Adolfo de los Reyes (Arturo) y Jennfier Lima (Paulita).
- Directorː Rodrigo Cortés.

##### 1x02Freddy
- Repartoː Miki Esparbé (André), Adriana Torrebejano (Olga), Ismael Martínez (Salvador), Carlos Santos (Chicho Ibáñez Serrador), Maru Valdivielso (Carmen), Enrique Villén (Productor) y Almudena Amor (Script).
- Directorː Paco Plaza

##### 1x03El asfalto
- Repartoː Dani Rovira (Baldo), Inma Cuesta (Rut), Pepe Lorente (Repartidor), Celia Freijeiro (Periodista), Juan José Ballesta (Gimnasta), María Alfonsa Rosso (Elvira), Fran Cantos (Esteban) y Nicole Pérez-Yarza (Marina).
- Directoraː Paula Ortiz.

##### 1x04El doble
- Repartoː David Verdaguer (Dani), Vicky Luengo (Eva), Iria del Río (Cloe), Lucía Martín Abello (Empleada laboratorio), David Llorente (Mendigo) y Laura de la Isla (Nora), Pilar Laguna.
- Directorː Rodrigo Sorogoyen.

#### Temporada 2 (2022)

##### 2x01El trasplante
- Repartoː Javier Gutiérrez (Andrés Burgos), Petra Martínez (Ana), Ramón Barea (Javier), Carlos Cuevas (Javier joven), Sara Sálamo (Ana joven), Irene Montalá (Enfermera New Life), Lucía Guerrero (Elena).
- Directorː Salvador Calvo.

##### 2x02El televisor
- Repartoː Pablo Derqui (Marcos), Manuela Vellés (Daniela), Anastasia Achilkmina (Carla) y Álex Cirvián (Lucas).
- Directorː Jaume Balagueró.

##### 2x03La pesadilla
- Repartoː Álvaro Morte (Gabriel), Mina El Hammani (Lua-Leylah) y Boré Buika (Naim).
- Directorː Alice Waddington.

##### 2x04La alarma
- Repartoː Roberto Álamo (Claudio), Aníbal Gómez (Gabriel), Jordi Coll (Mauricio), Neus Sanz (Luisa), Carlos Areces (Chema), Javier Gurruchaga (Luis) y Sofía Oria (Carolina), Pilar Laguna.
- Directorː Nacho Vigalondo.

### Películas para no dormir(2005)
Impulsada por Narciso Ibánez Serrador en 2005 se realizaron una serie de seis películas titulada Películas para no dormir que, a diferencia de la serie original, estaba dirigida por diferentes realizadores manteniendo el hilo conductor de abordar tramas de terror y suspense. Los directores Mateo Gil, Jaume Balagueró, Paco Plaza, Enrique Urbizu y Álex de la Iglesia   fueron coordinados por Ibáñez Serrador que dirigió una de las películas titulada La culpa. Inicialmente se ofreció en DVD de alquiler y posteriormente salió a la venta el 13 de diciembre de 2007. Telecinco, cadena que financió el proyecto, solo emitió las películas dirigidas por Álex de la Iglesia y Jaume Balagueró. En 2009 las cuatro películas restantes se emitieron íntegramente en el canal Factoría de Ficción un canal minoritario del grupo Mediaset España.
| Película               | Director                | Reparto | Estreno en TV            |
| ---------------------- | ----------------------- | --- | ------------------------ |
| La habitación del niño | Álex de la Iglesia      | Javier Gutiérrez, Leonor Watling, Sancho Gracia, María Asquerino, Terele Pávez, Eulalia Ramón, Cesáreo Estébanez, Gracia Olayo, Asunción Balaguer, Antonio Dechent, Antonio de la Torre | 12 de enero de 2007      |
| Para entrar a vivir    | Jaume Balagueró         | Macarena Gómez, Nuria González, Adrià Collado, Ruth Díaz | 19 de enero de 2007      |
| La culpa               | Narciso Ibáñez Serrador | Nieve de Medina, Montse Mostaza, Elena de Frutos, Alejandra Lorenzo, Mariana Cordero | 27 de septiembre de 2009 |
| Regreso a Moira        | Mateo Gil               | Juan José Ballesta, Natalia Millán, Jordi Dauder, Miguel Rellán, José Ángel Egido, David Arnaiz, Victoria Mora                                                                          | 27 de septiembre de 2009 |
| Adivina quién soy      | Enrique Urbizu          | Goya Toledo, Nerea Inchausti, José María Pou, Aitor Mazo, Eduard Farelo | 25 de octubre de 2009    |
| Cuento de Navidad      | Paco Plaza              | Maru Valdivieso, Christian Casas, Roger Babià, Daniel Casadellà, Pau Poch, Ivana Baquero, Elsa Pataky, Loquillo                                                                         | 25 de octubre de 2009    |

## Equipo artístico
Ibáñez Serrador, además de realizar, dirigir y escribir los guiones bajo el seudónimo de Luis Peñafiel, presentaba cada episodio al estilo de Alfred Hitchcock en la serie Alfred Hitchcock presenta o Rod Serling en The Twilight Zone.
La serie contó con un notable plantel de actores, encabezados por el propio padre del creador, Narciso Ibáñez Menta, además de, entre otros, Manuel Tejada, Irene Gutiérrez Caba, Estanis González, Gemma Cuervo, Manuel Galiana, Lola Gaos, José María Caffarel, Lola Herrera, Fernando Guillén, Marisa Paredes o Agustín González.
El decorador habitual fue Fernando Sáenz, inspirándose tanto para los episodios El Asfalto y El Trasplante en dibujos de Antonio Mingote.
La banda sonora de varios episodios contó con música compuesta por Waldo de los Ríos.

## Premios
- Ninfa de Oro al mejor guion en el Festival de Televisión de Montecarlo de 1967 por El asfalto.
- Premio de la crítica al mejor programa extranjero del Festival de Buenos Aires.
- Premio Ondas (1969) para Ibáñez Serrador como Mejor autor.

## Episodios
Ver: Anexo:Episodios de Historias para no dormir

## La serie en DVD
El 19 de mayo de 2008 la distribuidora videográfica Vellavisión editó la mayoría de los capítulos en DVD, quedando así distribuidos en el pack (no por orden de emisión):
Disco 1:
- El Muñeco
- El Asfalto
- La Alarma 1
- La Alarma 2

Disco 2
- NN23
- La Oferta
- El Pacto
- La Cabaña

Disco 3:
- El Tonel
- La Pesadilla
- La Zarpa
- El Vidente

Disco 4:
- El Cuervo
- El Trasplante
- La Casa

Disco 5:
- El Fin Empezó Ayer
- El Trapero

Disco 6:
- La Promesa
- El Televisor

Disco 7:
- La Broma
- La Bodega 1
- La Bodega 2

Disco 8:
- La Sonrisa
- El Aniversario
- Freddy

El 18 de noviembre de 2015 la distribuidora videográfica 39 Escalones Films reeditó la serie completa en DVD, quedando así distribuidos en el pack (por orden de emisión a excepción de los 7 primeros episodios de los discos 3 y 4, porque en ese momento se creía que ese era el orden correcto; en realidad solo hay que colocar La broma justo antes de El asfalto e intercambiar de lugar los episodios La cabaña y El aniversario):
Disco 1:
- El Cumpleaños
- La Mano
- La Bodega (1)
- La Bodega (2)
- El Tonel
- La Oferta

Disco 2:
- El Doble
- El Pacto
- El Muñeco (1 y 2)
- El Cohete

Disco 3:
- La Broma
- La Cabaña
- El Aniversario
- La Espera
- La Alarma (1)

Disco 4:
- La Alarma (2)
- La Sonrisa
- El Asfalto
- La Pesadilla
- La Zarpa

Disco 5:
- El Vidente
- El Regreso
- El Cuervo
- La Promesa

Disco 6:
- La Casa
- El Trasplante
- Freddy

Disco 7:
- El Caso del Señor Valdemar
- El Fin Empezó Ayer
- El Trapero

Disco 8: Otras Historias
- NN23
- El Último Reloj
- El Televisor